# Фирвалдщетско езеро
Фирвалдщетското езеро (на немски: Vierwaldstättersee) е едно от най-големите и красиви езера в Швейцария. На брега му е разположен град Люцерн. Поради ледниковия си произход то има издължена и много неправилна форма и е сравнително дълбоко. В него се вливат няколко средно големи реки, а изтича река Ройс. Намира се в басейна на река Рейн.

## Име
Буквалното значение на името е „езерото на четирите горски кантона“ (Люцерн, Нидвалден, Ури и Швиц, въпреки че малка част от него попада в кантон Обвалден). Известно е също като Люцернско езеро.

## Описание

### Брегове
Фирвалдщетското езеро се намира в централната част на Швейцария, в района на швейцарските Предалпи. В него се вливат реките Ройс, Муота, Зарнера, Енгелбергера и др. Районът е с изключително разнообразен глациогенен релеф, където високи хребети се редуват с издълбани от ледниците U-образни долини. Наоколо има десетки малки и големи езера. В началото и средата Фирвалдщетското езеро прилича на норвежки фиорд, оградено от отвесни или много стръмни скали. Издигат се до 1200 м над езерната повърхност. Там е и най-дълбоката част – 214 m. В края е по-широко и изгубва този суров вид. Пред Люцерн се оформя дълбок красив залив с форма на рог.
Всъщност езерото лежи в четири различни, но свързани помежду си долини. По средата се получава стестение под един километър, което почти го разделя на две. Там планинският рид Бюргенщок се потапя под водата и след това отново излиза на повърхността. В западната част основната долина се пресича напречно от друга ледникова долина и се оформя фигура като кръст. На югозапад друг тесен проток служи за връзка с малкото съседно езеро Алпначерзее.

### Съставни езера
Фирвалдщетското езеро се състои от следните части:
- Урнерзее (езеро Ури) – началната, тоест източната част, която е ориентирана от юг на север;
- Гезауер Бекен (басейн Безауер) – първата междинна част, южно от хребета Бюргенщок; ориентирана е от изток на запад;
- Вицнауербухт (заливът на Вицнау) – следващата междинна част със същата посока, но северно от този хребет;
- Щансер Трихтер (фунията на Странс) – югозападната част, в подножието на известния връх Пилатус;
- Кюснахтзее (езерото Кюснахт) – дълбок залив в северозападната част;
- Люцернзее (езерото Люцерн) – най-западната част, заливът на град Люцерн.

### Статистически данни
Езерото е дълго 39 км и широко максимум 3 км. По площ (114 кв. км) се нарежда на четвърто място от езерата в Швейцария след Женевското, Боденското и Ньошателското. Водното огледало е на височина 434 м. Това означава, че с максималната си дълбочина от 214 м. то не е криптодепресия, като езерата от южната част на Алпите. Воден обем – 11,8 куб. км. Дължина на бреговата линия – 143 км.

## Селища
По десния бряг (от вливането до изтичането на Ройс): Флюелен, Брунен, Герзау, Вицнау, Вегис и Кюснахт. По левия бряг: Бекенред, Буохс, Алпнах, Хергисвил, Хорв и Люцерн. Това са градчета с население под 6000 д., като се изключат Хорв и Кюснахт (около 13 – 14 хил.) и Люцерн – 81 хил.

## Туризъм
Фирвалдщетското езеро е дълбоко свързано с швейцарската история. Именно край бреговете му се подвизава легендарният основател на швейцарската конфедерация Вилхелм Тел. Именно в градчето Алтдорф, близо до брега, се издига неговата най-известна статуя. А трите „горски“ кантона Ури, Швиц и Унтервалден стават първите участници в нея. На ливадата Рютли до самия му бряг през 1291 г. е положена клетвата на бъдещата държава. В следващите векове езерото е важен транзитен коридор за достигане на прохода Сен Готард. Днес по водите му също плават кораби, но главно туристически. Трафикът е поет от голямата Готардска магистрала, която свързва Цюрих и Люцерн с Милано.
Туристите могат да съчетаят разходка с корабче с изминаване на прочутата швейцарска пътека. Тя обикаля Урнерзее и е дълга 35 км, а преминаването ѝ отнема 2 или 3 дни. Любителите на ектремни преживявания разполагат с маршрути за вело експедиции и места за парапланеризъм. Няколко от градчетата по брега са предпочитани от хората, които желаят отдих и спа удоволствия. Две планини в околността са известни с красивите гледки към езерната повърхност – Пилатус (2128 м), която се издига на юг от Люцерн и Риги (1797 м) – в посока на Цугското езеро. На Пилатус е изградена най-стръмната зъбчата железица в света, както и панорамна площадка, посещавана от хиляди туристи годишно.